# Willebringen
Willebringen is een dorp in de Belgische provincie Vlaams-Brabant en een deelgemeente van Boutersem. 

## Geschiedenis
Tot het einde van het ancien régime was Willebringen een heerlijkheid die juridisch onder de meierij van Kumtich viel (in het kwartier van Tienen van het hertogdom Brabant). Na de Franse invasie werd Willebringen als gemeente bij het kanton Boutersem van het Dijledepartement ingedeeld.
Het bleef een zelfstandige gemeente tot het in 1965 met Opvelp, Neervelp en Meldert fusioneerde tot de nieuwe gemeente Honsem (genoemd naar het gelijknamige gehucht van Willebringen). Al in 1970 werd Honsem ontmanteld en kwam Willebringen in de fusiegemeente Boutersem terecht. 

## Bezienswaardigheden
- De Sint-Pieterskerk.
- De Molen Laermans

## Natuur en landschap
Willebringen ligt nabij de Jordaanbeek die in oostelijke richting via de Molenbeek naar de Grote Gete vloeit. De hoogte bedraagt 62-93 meter. Er zijn enkele holle wegen en het natuurgebied Mene-Jordaanvallei.

## Politiek
Oud-burgemeesters:
- Henri Nicolas Henskens[2]

## Kernen
Naast Willebringen zelf is er in de deelgemeente nog het gehucht Honsem.

## Demografische ontwikkeling
- Bronnen:NIS, Opm:1831 tot en met 1970=volkstellingen

## Openbaar vervoer
Willebringen is qua openbaar vervoer vooral aangewezen op de belbus Tienen - Boutersem - Hoegaarden van De Lijn. Deze belbus stelt de inwoners in staat zich te verplaatsen binnen hun gemeente en naar de stad Tienen.
Tijdens de spits wordt dit aanbod aangevuld met lijn 6 (Wijgmaal - Leuven - Neervelp - Hoegaarden) die de inwoners van het gehucht Honsem in staat stelt zich te verplaatsen naar Haasrode, Leuven. De scholieren kunnen deze lijn gebruiken om naar school te gaan in Hoegaarden, Meldert, Heverlee en Leuven.
Ook lijn 381 (Honsem - Boutersem - Tienen) rijdt enkel tijdens de spits en stelt alle inwoners in staat zich naar het Station Vertrijk en het centrum van Tienen te verplaatsen. Voor de scholieren ten slotte is nog een bijkomende bus voorzien naar Heverlee: lijn 527.
Op dinsdagvoormiddag rijdt ook nog een marktbus door Willebringen: lijn 684 vervoert de mensen dan naar de markt in Tienen.